# Bombus caliginosus
Bombus caliginosus (saknar svenskt namn) är en insekt i överfamiljen bin (Apoidea) och släktet humlor (Bombus) som finns i västligaste Nordamerika.

## Beskrivning
Arten har gul päls på huvudet och främre delen av mellankroppen. Bakkroppen är svart med en gul rand på fjärde tergiten. På undersidan har sterniterna 3 och 4 långa, gula hår i bakkanterna. Humlan har medellång tunga.

## Ekologi
Arten lever i kustnära områden som strandängar och öppna prärier. Hanarna är patrullerare, inför parningen flyger de runt i bestämda banor och försöker locka till sig parningsvilliga ungdrottningar med hjälp av feromoner.
De övervintrande drottningarna kommer fram i slutet av januari, de första arbetarna i början av mars, och hanarna i slutet av april. Bon kan både anläggas underjordiskt och ovan jord, i gamla fågelbon. Kolonin dör ut i slutet av september till början av oktober, med undantag för de nya drottningarna som går i ide under jorden. Bombus caliginosus samlar nektar och pollen framför allt från familjerna korgblommiga växter (som tistlar, Baccharis och grindelior), strävbladiga växter (som facelior), ärtväxter (som lupiner, käringtandssläktet, vialer och klöversläktet), ljungväxter (som rododendronsläktet och odonsläktet), dunörtsväxter (som clarkior), grobladsväxter (som Keckiella) samt rosväxter (som hallonsläktet)..

## Hotstatus
Populationen minskar, och Internationella naturvårdsunionen (IUCN) har därför rödlistat den som sårbar (VU). Främsta hoten är klimatförändringar och olika former av markexploatering.

## Utbredning
Bombus caliginosus finns i västra Nordamerikas kuststater från British Columbia i Kanada, över norra Washington och Oregon till södra Kalifornien i USA. Den är dock inte särskilt vanlig.